# Leontij (Kozlov)
Leontij (světským jménem: Vasilij Vladimirovič Kozlov; * 25. září 1970, Moskva) je ruský duchovní Ruské pravoslavné církve a metropolita voroněžský a liskinský.

## Život
Narodil se 25. září 1970 v Moskvě.
Po dokončení střední školy nastoupil na Moskevský technický institut leteckých motorů.
V letech 1989–1991 sloužil v řadách Sovětské armády.
Dne 2. srpna 1991 byl v chrámu Zesnutí přesvaté Bohorodice ve Vešňakach pokřtěn. Pomáhal při svatbě chrámu Pokrova přesvaté Bohorodice ve vesnici Kudinovo a zpíval ve farním sboru.
Roku 1991 nastoupil na Moskevský letecký technologický institut.
V letech 1995–1999 studoval na Moskevském duchovním semináři a poté na Moskevské duchovní akademii.
Dne 21. dubna 2000 byl postřižen na monacha a přijal mnišské jméno Leontij na počest svatého Leontije Rostovského. Dne 26. dubna byl rukopoložen na hierodiakona.
Dne 9. března 2003 byl arcibiskupem verejským Jevgenijem (Rešetnikovem) rukopoložen na jeromonacha.
Dne 5. dubna 2010 byl arcibiskupem verejským Jevgenijem (Rešetnikovem) povýšen na igumena..
Dne 26. prosince 2013 byl jmenován členem Ruské duchovní misie v Jeruzalémě. Byl zodpovědný za interakci s Jeruzalémským patriarchátem.
Dne 15. října 2018 byl osvobozen od funkce člena misie a dán k dispozici metropolitu jekatěrinburskému. Stal se představeným monastýru svatých carských strastotěrpců v Ganina jamě.
Dne 30. srpna 2019 jej Svatý synod zvolil biskupem syzraňským a šigonským. O den později byl povýšen na archimandritu.
Dne 4. září 2019 byl oficiálně jmenován biskupem a 12. září proběhla v monastýru Danilov v Moskvě jeho biskupská chirotonie. Světiteli byli patriarcha moskevský Kirill, metropolita volokolamský Ilarion (Alfejev), metropolita tverský a kašinský Savva (Michejev), metropolita samarský a novokujbyševský Sergij (Poletkin), metropolita jekatěrinburský a věrchoturský Kirill (Nakoněčnyj), arcibiskup vladikavkazský a alanský Leonid (Gorbačov), biskup otradněnský a pochvistněvský Nikifor (Chotějev), biskup kinělský a bezenčukský Sofronij (Balandin), biskup zvenigorodský Pitirim (Tvorogov), biskup toljattinský a žigulevský Nestor (Ljuberanskij), biskup pavlovo-posadský Foma (Mosolov), biskup nižnětagilský a něvjanský Jevgenij (Kulberg), biskup alapajevský a irbitský Leonid (Soldatov), biskup zelenogradský Savva (Tutunov) a biskup solněčnogorský Alexij (Polikarpov).
Dne 24. října 2024 byl ustanoven biskupem voroněžským a liskinským, hlavou voroněžské metropole. Dne 2. prosince 2024 by povýšen na metropolitu.